# Abigail (film, 2024)
Az Abigail 2024-es amerikai horror filmvígjáték, amelyet Matt Bettinelli-Olpin és Tyler Gillett rendezett. A főbb szerepekben Melissa Barrera, Dan Stevens, Kathryn Newton, Will Catlett és Kevin Durand látható.
Amerikában 2024. április 19-én, míg Magyarországon április 25-én mutatták be a mozikban.

## Cselekmény
Hat bűnöző elfogja Abigail balett-táncosnőt, egy befolyásos New York-i alvilági figura lányát, és egy eldugott kúriába viszi az állam északi részén.
A Lambert informátor által vezetett csoportot arra utasítják, hogy ne adjanak ki semmilyen személyes információt sem egymás között, sem Abigailnek. A csoport, amely csak a Rat Packből származó álneveket használ, a következő tagokból áll: Joey, a volt katonaorvos és gyógyulófélben lévő drogfüggő; Frank, a New York-i rendőrség volt nyomozója; Sammy, a gazdag hacker; Dean, a szociopata sofőr; Rickles, a tengerészgyalogos mesterlövész; és Peter, az ostoba kanadai maffia végrehajtója. 24 óra elteltével mindegyikük kap egy 7 millió dolláros csekket, amennyiben Abigail biztonságban marad. Joey-t küldik, hogy vigyázzon rá, és miközben kötődnek egymáshoz, Joey elárulja, hogy van egy fia. Amikor Joey elmegy, Abigail figyelmezteti őt, hogy mi fog történni az éjszaka folyamán.
Miután Dean sikertelenül flörtöl Sammyvel, lemegy a pincébe, és egy láthatatlan támadó elhurcolja. Sammy meghallja a sikolyait, és utánajár, de csak Dean fej nélküli holttestét találja. Frank szembesíti Abigailt és követeli, hogy tudja meg, ki az apja, és megtudja, hogy Abigail apja Kristof Lazar, egy rettegett bűnöző. Peter megpróbál távozni, de a ház biztonsági rendszere aktiválódik, és bezárja őket. Miközben más kiutat keresnek, Ricklest halálra marcangolják. Frank azt mondja Peternek, hogy ölje meg Abigailt, csakhogy Joey közbelép. A veszekedés közben Abigail hirtelen vámpírrá változik, aminek következtében a csoport rémülten menekül.
A csoport kétségbeesetten megvitatja, hogyan ölhetnék meg Abigailt, mivel a golyók fizikailag nem ártanak neki. Frank, Peter és Sammy megtalálják Abigailt, amint Dean testével táncol, és fokhagymát, karót és szent keresztet használnak, de mindegyik sikertelennek bizonyul. Még egyszer átcsoportosulnak, és Joey azt javasolja, hogy használjanak nyugtatót, amit Lambert adott nekik korábban az emberrabláshoz. Sikerül elkábítaniuk Abigailt, és bezárják egy liftbe, bár nem sokkal azelőtt, hogy sikerülne Sammyt  megharapnia.
Amikor felébred, Abigail elárulja, hogy ismeri az emberrablók kilétét, és hogy Lambert felültette őket, hogy megölje őket, mert mindannyian rosszat tettek Kristofnak. Joey viszont arra következtet, hogy Abigail megölte az apja ellenségeit, hogy elnyerje a férfi szerelmét. Frankre bízzák, hogy vigyázzon rá; Abigail könnyedén kitör a rögtönzött ketrecből, és fojtogatni kezdi. Joey letépi a fadeszkákat az ablakról, és kiteszi Abigailt a napfénynek, amiről kiderül, hogy az egyetlen gyenge pontja. Mivel már csak órák vannak hátra az esti sötétség beálltáig, a csoport szétválik, hogy megtalálják a kiutat. Sammy azonban hirtelen vámpírrá változik Abigail irányítása alatt, és Peterrel táplálkozik, mielőtt megölné. Abigail ezután Sammy segítségével megtámadja Franket és Joeyt, ami arra kényszeríti Joeyt, hogy a visszavert napfénnyel elpusztítsa Sammyt.
A biztonsági intézkedések kikapcsolásának reményében Joey és Frank megtalálják a kastély vezérlőtermét, és összefutnak Lamberttel, akiről kiderül, hogy vámpír. Lambert elmagyarázza, hogy Abigail változtatta át, mert elárulta az apját, és felajánlja, hogy átváltoztatja Franket, hogy segítsen neki megölni Abigailt. Frank elfogadja, de Lambert átváltozása után karót döf, és legyőzi Abigailt, mielőtt meginná a vérét, ami felerősíti az új képességeit. Ezután elmondja Joey-nak, hogy miután megharapta, az irányítása alatt álló vámpírrá akarja változtatni. A harc során Abigail megmenti Joeyt, és ketten összefognak, végül sikerül karóba húzniuk a tapasztalatlan Franket. Frank halálával Joey megszabadul a vámpír átka alól, amíg Abigail apja fel nem bukkan és meg nem fenyegeti őt. Abigailnek sikerül szembeszállnia az apjával, és elárulja, hogy Joey megmentette az életét; a férfi megenyhül, és engedélyezi Joey távozását. Miután elhagyja a birtokot, hogy újra találkozzon a fiával, Joey meghívja magát egy nyalókára.

## Szereplők
| Szerep                  | Színész            | Magyar hang       |
| ----------------------- | ------------------ | ----------------- |
| Abigail Lazar           | Alisha Weir        | Bak Julianna      |
| Joey / Ana Lucía Crux   | Melissa Barrera    | Gáspár Kata       |
| Frank / Adam Barrett    | Dan Stevens        | Szatory Dávid     |
| Sammy / Jessica Hurney  | Kathryn Newton     | Csifó Dorina      |
| Peter / Terence Lacroix | Kevin Durand       | Zöld Csaba        |
| Rickles                 | Will Catlett       | Varga Gábor       |
| Dean                    | Angus Cloud        | Kádár-Szabó Bence |
| Lambert                 | Giancarlo Esposito | Bognár Tamás      |
| Kristof Lazar / Drakula | Matthew Goode      | Dányi Krisztián   |

### Magyar változat
- Főcím: Harcsik Róbert
- Magyar szöveg: Speier Dávid
- Felvevő hangmérnök: Középen Péter
- Vágó: Sári-Szemerédi Gabriella
- Gyártásvezető: Hódos Edina
- Szinkronrendező: Nikodém Zsigmond
- Produkciós vezető: Hagen Péter

A szinkront a Mafilm Audio Kft.  készítette el.

## A film készítése
2023 áprilisában jelentették be, hogy a Radio Silence Productions szörny-thriller filmet fejleszt a Universal Pictures számára. Kiderült, Matt Bettinelli-Olpin és Tyler Gillett lesz a rendező, producere pedig Chad Villella mellett William Sherak, Paul Neinstein és James Vanderbilt. A forgatókönyvet Stephen Shields és Guy Busick írta. A projektről azt állították, az Universal klasszikus szörnyek egyik karakterének modernkori adaptációja lesz, hasonló megközelítésben, mint A láthatatlan ember vagy a Renfield.

### Forgatás
A forgatás 2023. június 30-án kezdődött Dublinban, de júliusban felfüggesztették a 2023-as SAG-AFTRA sztrájk miatt. A film készítése ugyanezen év december 15-én fejeződött be.